# Система нервів
Система нервів — другий студійний альбом українського музичного гурту «Тартак». Вийшов навесні 2003 року.

## Список композицій
| #                          | Назва                                            | Тривалість |
| -------------------------- | ------------------------------------------------ | ---------- |
| 1.                         | «Ні, я не ту кохав» (за участю Світязь)          | 3:38       |
| 2.                         | «МікрOFF/ONна перевірка» (за участю Роллік'с)    | 4:19       |
| 3.                         | «Байдики бити» (за участю Лос Динамос)           | 3:41       |
| 4.                         | «Не забувай вертатись» (за участю De Shifer)     | 4:00       |
| 5.                         | «Півники» (за участю Інна Укра)                  | 4:10       |
| 6.                         | «Вогник» (за участю Бангі Хеп)                   | 4:12       |
| 7.                         | «Розтрусіть свої сідниці» (за участю Спідвей)    | 4:11       |
| 8.                         | «Вродливе м'ясо» (за участю Фактично самі)       | 4:00       |
| 9.                         | «Но пасаран!» (за участю Танок на майдані Конґо) | 3:32       |
| 10.                        | «Репетиція» (за участю Основний показник)        | 3:47       |
| 11.                        | «Зима хвора» (за участю Мотор'ролла)             | 5:03       |
| 12.                        | «На даху» (за участю Графіт)                     | 3:39       |
| 13.                        | «Не убий» (за участю Сірик)                      | 3:07       |
| 14.                        | «Сонце» (за участю Сбей пепел'с)                 | 3:11       |
| 15.                        | «Джамайка» (за участю Флайза)                    | 4:15       |
| 16.                        | «Понад хмарами» (за участю Катя Chilly)          | 4:26       |
| 17.                        | «Червона рута-97» (за участю Васік)              | 3:59       |
| Загальна тривалість: 68:10 |                                                  |            |